# Condado de Lawrence (Ohio)
O Condado de Lawrence é um dos 88 condados do estado americano de Ohio. A sede do condado é Ironton, e sua maior cidade é Ironton. O condado possui uma área de 1 184 km² (dos quais 6 km² estão cobertos por água), uma população de 62 319 habitantes, e uma densidade populacional de 53 hab/km² (segundo o censo nacional de 2000). O condado foi fundado em 1815.